# Batalha do Monte Sorrel
A Batalha do Monte Sorrel (ou Batalha de Hill 62) consistiu numa operação local na Primeira Guerra Mundial, entre três divisões do 2.º Exército Britânico e três divisões do 4.º Exército Alemão, no Saliente de Ypres, perto de Ypres, na Bélgica, entre 2 e 14 de Junho de 1916.
Num esforço para dispersar os recursos acumulados no Somme, o XIII Corpo e a 117.ª Divisão de Infantaria atacaram um ponto estratégico defendido pelo Corpo Canadiano. De início, as forças germânicas capturam os cumes do monte Sorrel e de Tor, antes de se entrincheirarem no seu declive. No seguimento de vários ataques e contra-ataques, duas divisões do Corpo Canadiano, apoiada pela 20.ª Divisão Ligeira e pelo 2.º Exército, cercaram, e bombardearam, os alemães, reconquistando a maioria das suas anteriores posições.